# Lijst van Pseudoxyrhophiidae
Onderstaand een lijst van alle soorten slangen uit de familie Pseudoxyrhophiidae. De groep telt 90 soorten in 22 geslachten, zeven geslachten zijn monotypisch. Dit betekent dat zij slechts door een enkele soort worden vertegenwoordigd. De lijst is gebaseerd op de Reptile Database.
- Soort Alluaudina bellyi
- Soort Alluaudina mocquardi
- Soort Amplorhinus multimaculatus
- Soort Brygophis coulangesi
- Soort Compsophis albiventris
- Soort Compsophis boulengeri
- Soort Compsophis fatsibe
- Soort Compsophis infralineatus
- Soort Compsophis laphystius
- Soort Compsophis vinckei
- Soort Compsophis zeny
- Soort Ditypophis vivax
- Soort Dromicodryas bernieri
- Soort Dromicodryas quadrilineatus
- Soort Duberria lutrix
- Soort Duberria rhodesiana
- Soort Duberria shirana
- Soort Duberria variegata
- Soort Elapotinus picteti
- Soort Heteroliodon fohy
- Soort Heteroliodon lava
- Soort Heteroliodon occipitalis
- Soort Ithycyphus blanci
- Soort Ithycyphus goudoti
- Soort Ithycyphus miniatus
- Soort Ithycyphus oursi
- Soort Ithycyphus perineti
- Soort Langaha alluaudi
- Soort Langaha madagascariensis
- Soort Langaha pseudoalluaudi
- Soort Leioheterodon geayi
- Soort Leioheterodon madagascariensis
- Soort Leioheterodon modestus
- Soort Liophidium apperti
- Soort Liophidium chabaudi
- Soort Liophidium maintikibo
- Soort Liophidium mayottensis
- Soort Liophidium pattoni
- Soort Liophidium rhodogaster
- Soort Liophidium therezieni
- Soort Liophidium torquatum
- Soort Liophidium trilineatum
- Soort Liophidium vaillanti
- Soort Liopholidophis baderi
- Soort Liopholidophis dimorphus
- Soort Liopholidophis dolicocercus
- Soort Liopholidophis grandidieri
- Soort Liopholidophis oligolepis
- Soort Liopholidophis rhadinaea
- Soort Liopholidophis sexlineatus
- Soort Liopholidophis varius
- Soort Lycodryas carleti
- Soort Lycodryas citrinus
- Soort Lycodryas cococola
- Soort Lycodryas gaimardi
- Soort Lycodryas granuliceps
- Soort Lycodryas guentheri
- Soort Lycodryas inopinae
- Soort Lycodryas inornatus
- Soort Lycodryas maculatus
- Soort Lycodryas pseudogranuliceps
- Soort Madagascarophis colubrinus
- Soort Madagascarophis fuchsi
- Soort Madagascarophis lolo
- Soort Madagascarophis meridionalis
- Soort Madagascarophis ocellatus
- Soort Micropisthodon ochraceus
- Soort Pararhadinaea melanogaster
- Soort Parastenophis betsileanus
- Soort Phisalixella arctifasciata
- Soort Phisalixella iarakaensis
- Soort Phisalixella tulearensis
- Soort Phisalixella variabilis
- Soort Pseudoxyrhopus ambreensis
- Soort Pseudoxyrhopus analabe
- Soort Pseudoxyrhopus ankafinaensis
- Soort Pseudoxyrhopus heterurus
- Soort Pseudoxyrhopus imerinae
- Soort Pseudoxyrhopus kely
- Soort Pseudoxyrhopus microps
- Soort Pseudoxyrhopus oblectator
- Soort Pseudoxyrhopus quinquelineatus
- Soort Pseudoxyrhopus sokosoko
- Soort Pseudoxyrhopus tritaeniatus
- Soort Thamnosophis epistibes
- Soort Thamnosophis infrasignatus
- Soort Thamnosophis lateralis
- Soort Thamnosophis martae
- Soort Thamnosophis mavotenda
- Soort Thamnosophis stumpffi